# Le Lorey
Le Lorey település Franciaországban, Manche megyében. Lakosainak száma 570 fő (2022. január 1.). Le Lorey Hauteville-la-Guichard, Cametours, Camprond, Marigny-le-Lozon, Montcuit és Savigny községekkel határos.

## Népesség
A település népességének változása:
| Lakosok száma | 633  | 467  | 528  | 587  | 624  | 614  | 604  | 600  | 599  | 570  |
|               | 1968 | 1982 | 1990 | 2006 | 2013 | 2015 | 2017 | 2019 | 2020 | 2022 |